# تكاديرتندوش (تيوت)
تكاديرتندوش هو دُوَّار يقع بجماعة تيوت، إقليم تارودانت، جهة سوس ماسة في المملكة المغربية. ينتمي الدوّار لمشيخة تيوت التي تضم 9 دواوير. يقدر عدد سكانه بـ 333 نسمة حسب الإحصاء الرسمي للسكان والسكنى لسنة 2004.

## روابط خارجية
- البوابة الوطنية للجماعات الترابية نسخة محفوظة 12 مارس 2018 على موقع واي باك مشين.
- المندوبية السامية للتخطيط